# Carlotta Augusta di Hannover
Carlotta Augusta del Galles (Londra, 7 gennaio 1796 – Esher, 6 novembre 1817) fu l'unica figlia del sovrano britannico Giorgio IV, al tempo ancora principe del Galles, e di Carolina di Brunswick. Se fosse sopravvissuta al nonno, re Giorgio III, e a suo padre, sarebbe diventata regina del Regno Unito, ma morì dopo un parto all'età di 21 anni.
I genitori di Carlotta non si piacevano l'un l'altro già da prima del loro matrimonio combinato e presto si separarono. Il principe di Galles lasciò gran parte delle cure di Carlotta alle governanti e ai domestici, ma le permise solo contatti limitati con Carolina, che alla fine lasciò il paese. Come Carlotta raggiunse l'età adulta, suo padre la spinse a sposarsi con Guglielmo, principe d'Orange (futuro re dei Paesi Bassi) ma, dopo averlo accettato inizialmente, Carlotta presto ruppe le trattative di matrimonio. Ciò provocò un prolungato conflitto di volontà tra lei e suo padre, e alla fine il principe di Galles le permise di sposarsi con il principe Leopoldo di Sassonia-Coburgo-Saalfeld (in seguito re dei Belgi). Dopo un anno e mezzo di matrimonio felice, Carlotta morì dopo aver partorito un figlio nato morto.
La morte di Carlotta scatenò un tremendo lutto tra i britannici, che l'avevano vista come un segno di speranza e un contrasto sia con l'impopolarità di suo padre che con la pazzia di suo nonno. Poiché era stata l'unica dei nipoti legittimi di re Giorgio III, ci furono delle pressioni considerevoli sui figli celibi del re affinché trovassero moglie. Il quarto figlio maschio di Giorgio III, il principe Edoardo, duca di Kent e Strathearn, alla fine generò un'erede, Vittoria, che nacque diciotto mesi dopo la morte di Carlotta.

## Biografia

### Infanzia

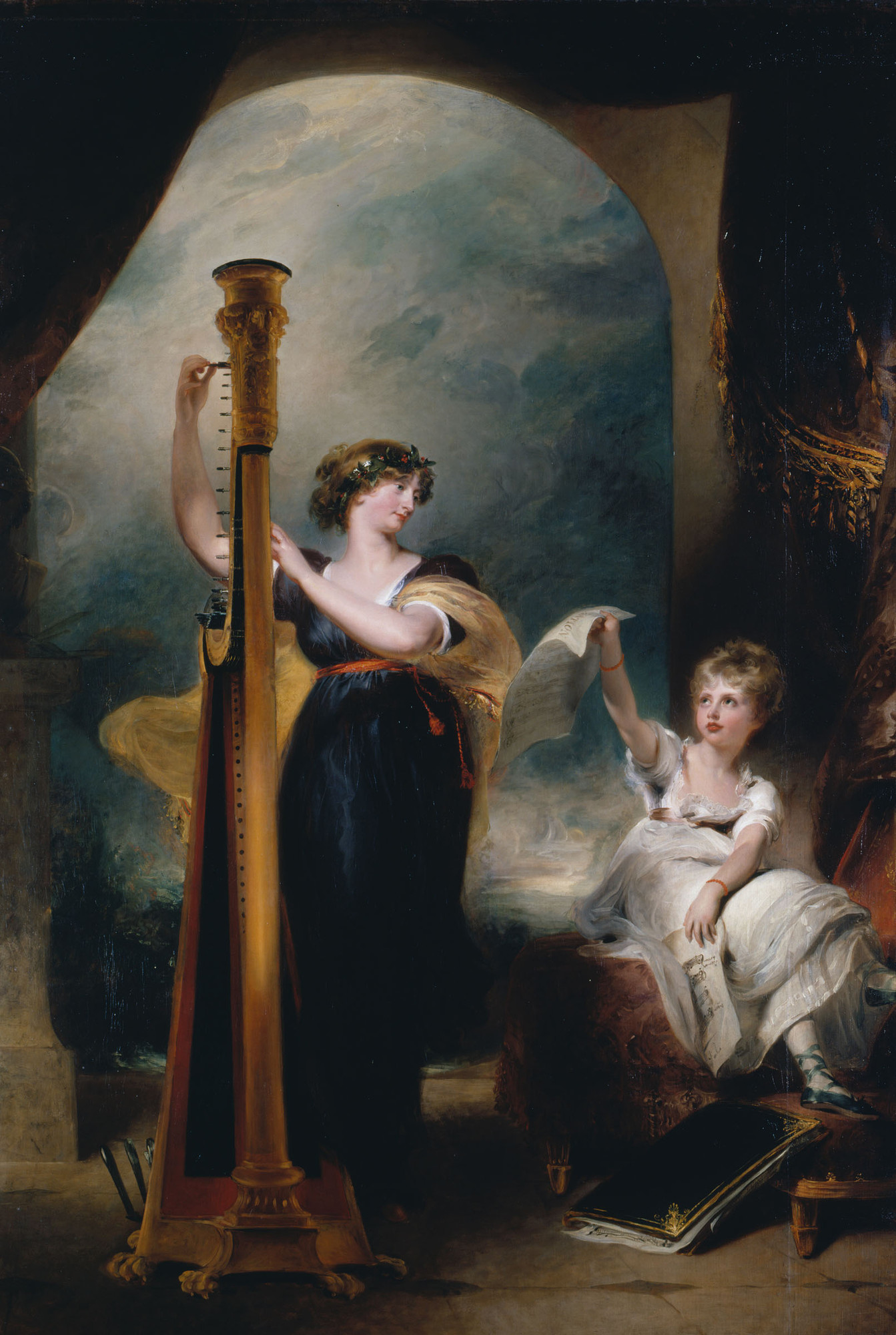
Carlotta da bambina con la madre, Carolina di Brunswick, ritratte da Sir Thomas Lawrence nel 1801. Oggi questo dipinto si trova a Buckingham Palace.

Nel 1794, Giorgio, principe del Galles, cercò una sposa adatta. Non lo fece per alcun particolare desiderio di assicurarsi la successione, ma perché gli fu promesso un aumento di reddito se si fosse sposato. La scelta cadde su sua cugina Carolina di Brunswick, sebbene egli non l'avesse mai incontrata. Giorgio e Carolina non si piacquero già dal loro primo incontro, ma il matrimonio fu comunque celebrato l'8 aprile 1795. Giorgio in seguito dichiarò che la coppia aveva avuto rapporti carnali solo tre volte; si separarono in poche settimane, anche se continuarono a vivere sotto lo stesso tetto.

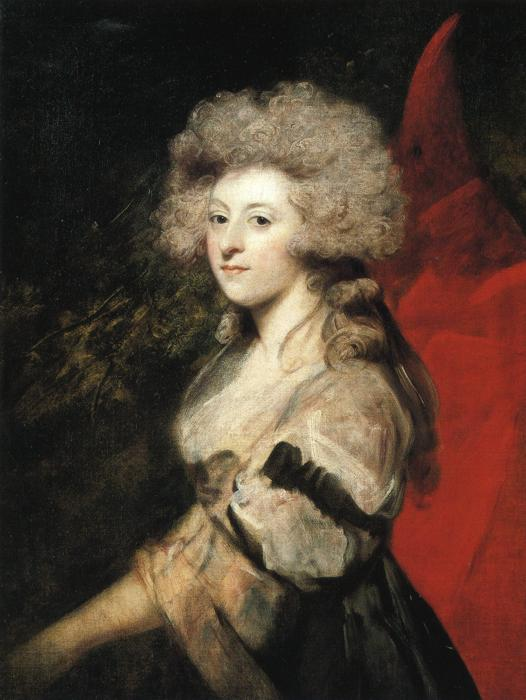
Ritratto di Maria Fitzherbert di Sir Joshua Reynolds, 1788

Il 7 gennaio 1796, un giorno meno di nove mesi dopo il matrimonio, Carolina partorì una femmina nella loro residenza, Carlton House a Londra. Mentre Giorgio si dispiacque che non fosse un maschio, il re, che preferiva le bambine, fu deliziato per la nascita della sua prima nipote legittima, e sperò che la nascita servisse a riconciliare Giorgio e Carolina. Ciò non accadde; tre giorni dopo la nascita di Carlotta, Giorgio fece testamento; in esso stabilì che sua moglie non avrebbe avuto nessun ruolo nell'educazione della loro figlia e lasciò tutti i suoi beni terreni alla sua amante, Maria Fitzherbert, mentre Carolina fu lasciata senza uno scellino. Molti membri della famiglia reale erano impopolari; tuttavia la nazione celebrò la nascita della principessa. L'11 febbraio 1796 fu battezzata Carlotta Augusta, in onore delle sue nonne, la regina Carlotta e la duchessa di Brunswick-Lüneburg, nella grande sala da disegno a Carlton House da John Moore, arcivescovo di Canterbury. I suoi padrini e madrine furono il re, la regina e la duchessa di Brunswick-Lüneburg (di cui la Principessa Reale faceva le veci).

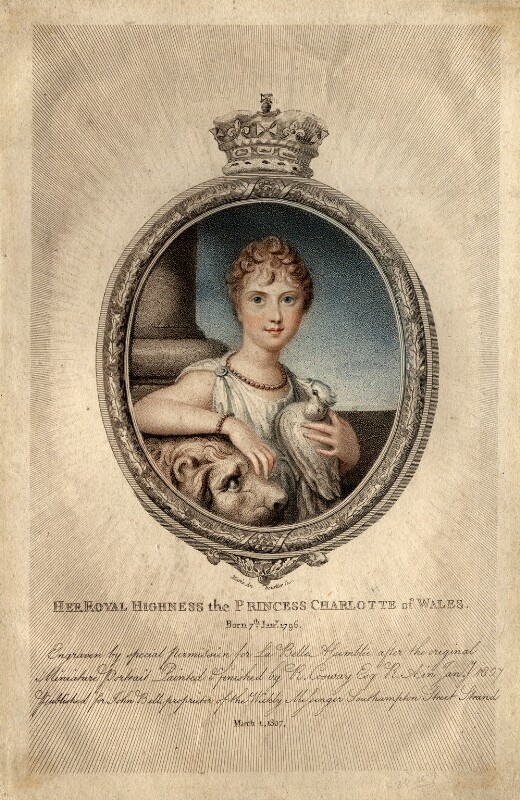
La principessa Carlotta a tredici anni nel 1807

Nonostante le richieste di Carolina per un trattamento migliore, ora che aveva dato alla luce il secondo in linea di successione al trono, Giorgio limitò i suoi contatti con la bambina, proibendole di vedere la loro figlia se non in presenza di una bambinaia e di una governante. A Carolina fu permessa la sola visita giornaliera che i genitori delle classi elevate facevano alla loro giovane prole a quell'epoca e non le fu permesso di dire nulla nelle decisioni prese riguardo alle cure di Carlotta. Il personale domestico, comprensivo nei confronti di Carolina, disobbediva al principe, permettendole di restare da sola con sua figlia. Giorgio non ne era a conoscenza, avendo pochi contatti con Carlotta lui stesso. Carolina fu persino abbastanza audace da passeggiare per le strade di Londra in una carrozza con sua figlia, tra gli applausi della folla.

### Matrimonio

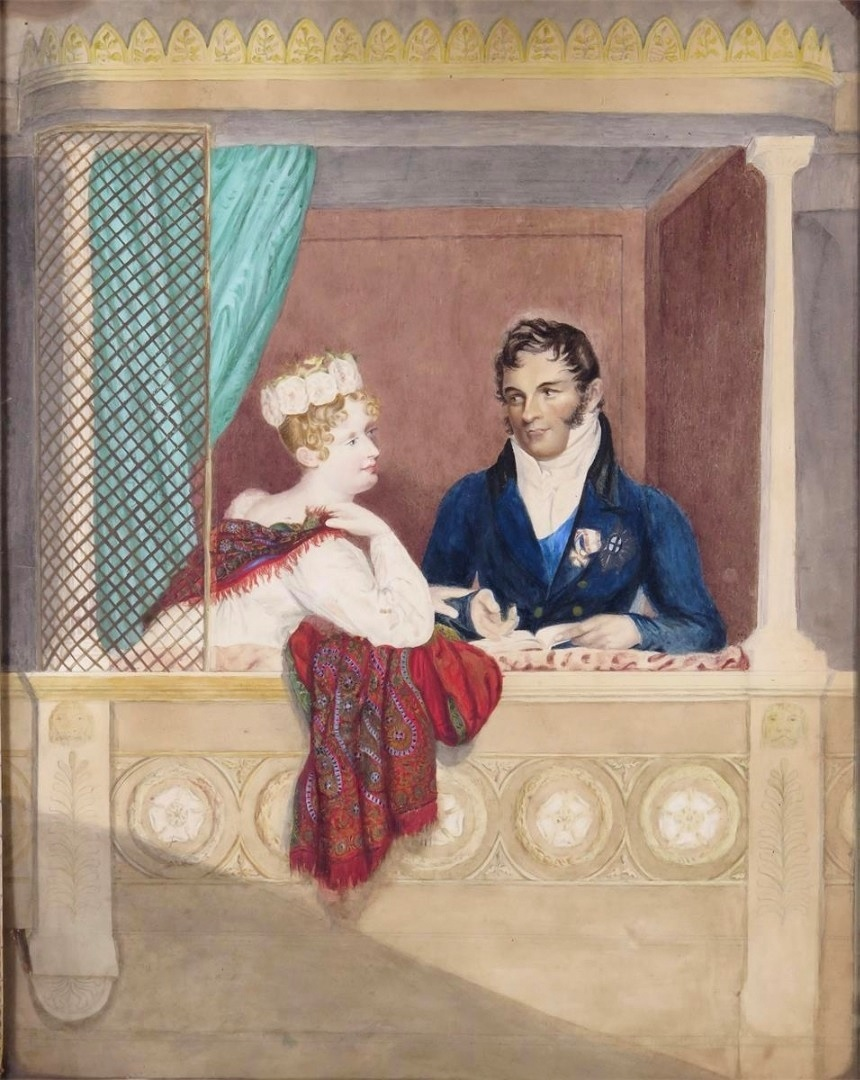
La principessa Carlotta e il principe Leopoldo di Sassonia-Coburgo-Saalfeld nel loro palchetto alla Royal Opera House al Covent Garden

Come Carlotta raggiunse l'età adulta, suo padre la spinse a sposarsi con Guglielmo, principe d'Orange (futuro re dei Paesi Bassi), ma dopo averlo accettato inizialmente, Carlotta presto ruppe le trattative di matrimonio. Ciò provocò un prolungato conflitto di volontà tra lei e suo padre, e alla fine il principe di Galles le permise di sposarsi con il principe Leopoldo di Sassonia-Coburgo-Saalfeld (in seguito Re dei Belgi) il 2 maggio del 1816 sposò, nella residenza di Carlton House, a Londra.

### Morte

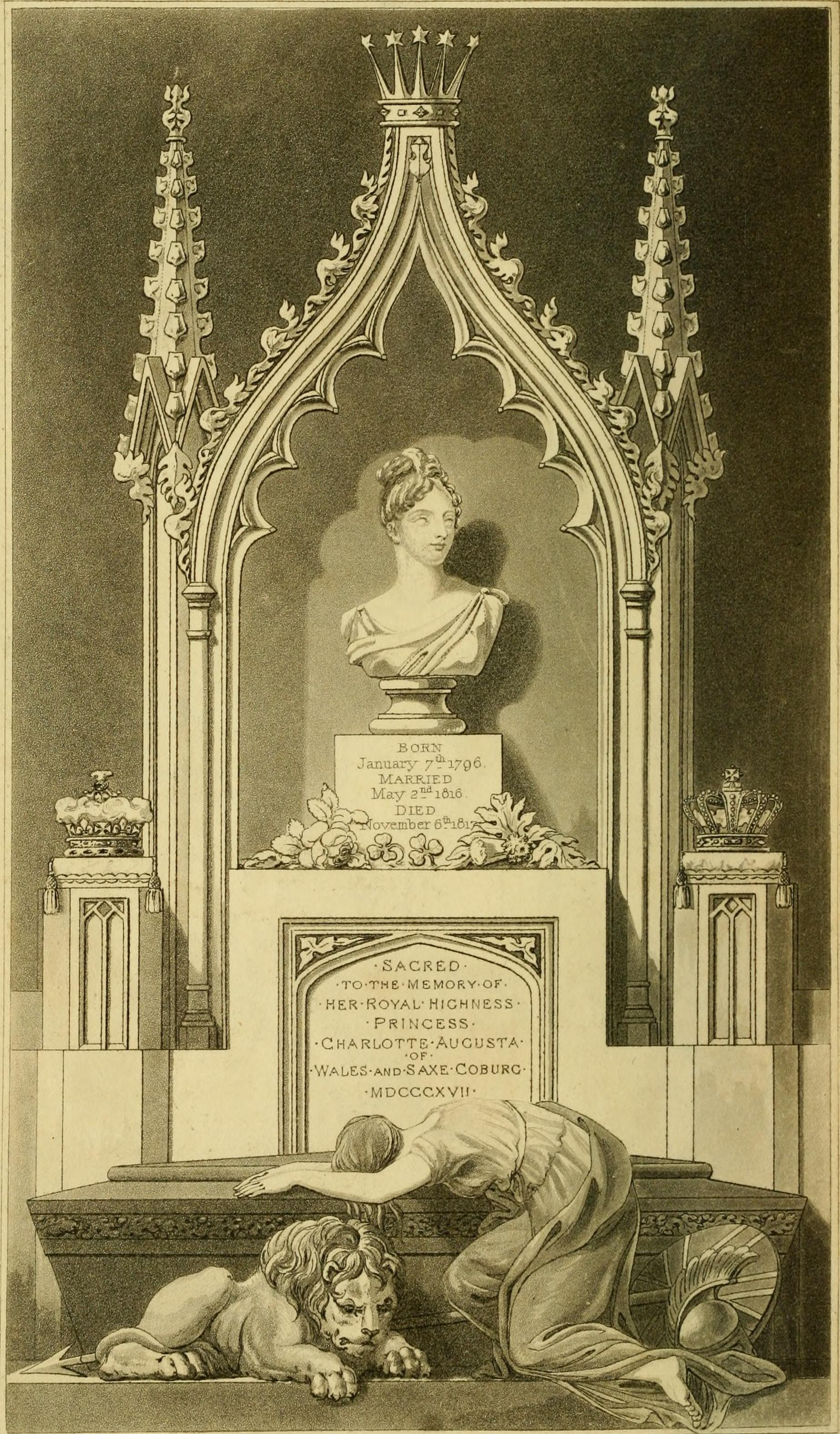
Allegoria della morte della principessa Carlotta, tratta dal The Repository of arts, literature, commerce, manufactures, fashions and politics del 1817

Dopo un anno e mezzo di matrimonio felice, il 6 novembre 1817, Carlotta morì, a causa di un'emorragia, causata dal parto del suo primo figlio, nato il giorno precedente già morto.

## Conseguenze

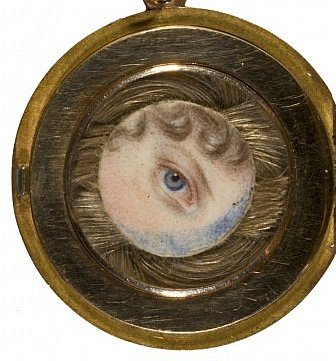
L'occhio della principessa Carlotta di Charlotte Jones, 1817. Dettaglio dell'interno del medaglione d'oro ora nella National Gallery. Realizzato in oro, avorio e acquerello

La morte della principessa Carlotta ebbe diverse conseguenze:
- Richard Croft, uno dei tre ostetrici che assistettero la principessa durante il parto, non resse al senso di colpa causato dallo sfortunato evento e, il 13 febbraio del 1818, si suicidò sparandosi un colpo di pistola alla tempia.
- La corona del Regno Unito rimase senza eredi diretti. Allo scopo di ovviare a questa circostanza, il duca di Kent Edoardo, fratello di Giorgio IV, dovette, suo malgrado[2], sposare Vittoria di Sassonia-Coburgo-Saalfeld, sorella dello stesso Leopoldo. Dalla loro unione nacque Vittoria, che ereditò la corona del Regno nel 1837.
- Leopoldo, che non dimenticò mai l'amatissima moglie[3], a seguito della Rivoluzione belga del 1830 che provocò lo smembramento del Regno Unito dei Paesi Bassi e alla nascita degli attuali Belgio e Paesi Bassi, poté essere scelto dalla diplomazia britannica (e imposto sia ai belgi che a Luigi Filippo di Francia) per governare il nuovo Paese. Nel 1831 diventò così il primo Re del Belgio, fondando una nuova dinastia tuttora regnante. Quando si risposò, ebbe quattro figli, tra cui una figlia, che chiamò Carlotta in onore della prima moglie.

## Ascendenza
|                                                         |                                       |                                                     | Genitori                                           |  |  | Nonni |  |  | Bisnonni                |  |  | Trisnonni                       |  |
|                                                         |                                       |                                                     |                                                    |  |  |       |  |  | 8. Federico di Hannover |  |  | 16. Giorgio II di Gran Bretagna |  |
|                                                         |                                       |                                                     |                                                    |  |  |       |  |  | 8. Federico di Hannover |  |  | 16. Giorgio II di Gran Bretagna |  |
|                                                         |                                       | 17. Carolina di Brandeburgo-Ansbach                 |                                                    |  |  |       |  |  | 8. Federico di Hannover |  |  |                                 |  |
| 4. Giorgio III del Regno Unito                          |                                       |                                                     |                                                    |  |  |       |  |  | 8. Federico di Hannover |  |  |                                 |  |
|                                                         |                                       | 9. Augusta di Sassonia-Gotha-Altenburg              | 18. Federico II di Sassonia-Gotha-Altenburg        |  |  |       |  |  |                         |  |  |                                 |  |
|                                                         |                                       | 9. Augusta di Sassonia-Gotha-Altenburg              | 18. Federico II di Sassonia-Gotha-Altenburg        |  |  |       |  |  |                         |  |  |                                 |  |
|                                                         |                                       | 9. Augusta di Sassonia-Gotha-Altenburg              | 19. Maddalena Augusta di Anhalt-Zerbst             |  |  |       |  |  |                         |  |  |                                 |  |
| 2. Giorgio IV del Regno Unito                           |                                       | 9. Augusta di Sassonia-Gotha-Altenburg              |                                                    |  |  |       |  |  |                         |  |  |                                 |  |
|                                                         |                                       | 10. Carlo Ludovico Federico di Meclemburgo-Strelitz | 20. Adolfo Federico II di Meclemburgo-Strelitz     |  |  |       |  |  |                         |  |  |                                 |  |
|                                                         |                                       | 10. Carlo Ludovico Federico di Meclemburgo-Strelitz | 20. Adolfo Federico II di Meclemburgo-Strelitz     |  |  |       |  |  |                         |  |  |                                 |  |
|                                                         |                                       | 10. Carlo Ludovico Federico di Meclemburgo-Strelitz | 21. Cristiana Emilia di Schwarzburg-Sonderhausen   |  |  |       |  |  |                         |  |  |                                 |  |
| 5. Carlotta di Meclemburgo-Strelitz                     |                                       | 10. Carlo Ludovico Federico di Meclemburgo-Strelitz |                                                    |  |  |       |  |  |                         |  |  |                                 |  |
|                                                         |                                       | 11. Elisabetta Albertina di Sassonia-Hildburghausen | 22. Ernesto Federico I di Sassonia-Hildburghausen  |  |  |       |  |  |                         |  |  |                                 |  |
|                                                         |                                       | 11. Elisabetta Albertina di Sassonia-Hildburghausen | 22. Ernesto Federico I di Sassonia-Hildburghausen  |  |  |       |  |  |                         |  |  |                                 |  |
|                                                         |                                       | 11. Elisabetta Albertina di Sassonia-Hildburghausen | 23. Sofia Albertina di Erbach-Erbach               |  |  |       |  |  |                         |  |  |                                 |  |
| 1. Carlotta Augusta di Hannover                         |                                       | 11. Elisabetta Albertina di Sassonia-Hildburghausen |                                                    |  |  |       |  |  |                         |  |  |                                 |  |
|                                                         | 12. Carlo I di Brunswick-Wolfenbüttel | 24. Ferdinando Alberto II di Brunswick-Lüneburg     |                                                    |  |  |       |  |  |                         |  |  |                                 |  |
|                                                         | 12. Carlo I di Brunswick-Wolfenbüttel | 24. Ferdinando Alberto II di Brunswick-Lüneburg     |                                                    |  |  |       |  |  |                         |  |  |                                 |  |
|                                                         | 12. Carlo I di Brunswick-Wolfenbüttel | 25. Antonietta Amalia di Brunswick-Wolfenbüttel     |                                                    |  |  |       |  |  |                         |  |  |                                 |  |
| 6. Carlo Guglielmo Ferdinando di Brunswick-Wolfenbüttel | 12. Carlo I di Brunswick-Wolfenbüttel |                                                     |                                                    |  |  |       |  |  |                         |  |  |                                 |  |
|                                                         |                                       | 13. Filippina Carlotta di Prussia                   | 26. Federico Guglielmo I di Prussia                |  |  |       |  |  |                         |  |  |                                 |  |
|                                                         |                                       | 13. Filippina Carlotta di Prussia                   | 26. Federico Guglielmo I di Prussia                |  |  |       |  |  |                         |  |  |                                 |  |
|                                                         |                                       | 13. Filippina Carlotta di Prussia                   | 27. Sofia Dorotea di Hannover                      |  |  |       |  |  |                         |  |  |                                 |  |
| 3. Carolina di Brunswick                                |                                       | 13. Filippina Carlotta di Prussia                   |                                                    |  |  |       |  |  |                         |  |  |                                 |  |
|                                                         |                                       | 14. Federico di Hannover (= 8)                      | 28. Giorgio II di Gran Bretagna (= 16)             |  |  |       |  |  |                         |  |  |                                 |  |
|                                                         |                                       | 14. Federico di Hannover (= 8)                      | 28. Giorgio II di Gran Bretagna (= 16)             |  |  |       |  |  |                         |  |  |                                 |  |
|                                                         |                                       | 14. Federico di Hannover (= 8)                      | 29. Carolina di Brandeburgo-Ansbach (= 17)         |  |  |       |  |  |                         |  |  |                                 |  |
| 7. Augusta di Hannover                                  |                                       | 14. Federico di Hannover (= 8)                      |                                                    |  |  |       |  |  |                         |  |  |                                 |  |
|                                                         |                                       | 15. Augusta di Sassonia-Gotha-Altenburg (= 9)       | 30. Federico II di Sassonia-Gotha-Altenburg (= 18) |  |  |       |  |  |                         |  |  |                                 |  |
|                                                         |                                       | 15. Augusta di Sassonia-Gotha-Altenburg (= 9)       | 30. Federico II di Sassonia-Gotha-Altenburg (= 18) |  |  |       |  |  |                         |  |  |                                 |  |
|                                                         |                                       | 15. Augusta di Sassonia-Gotha-Altenburg (= 9)       | 31. Maddalena Augusta di Anhalt-Zerbst (= 19)      |  |  |       |  |  |                         |  |  |                                 |  |
|                                                         |                                       | 15. Augusta di Sassonia-Gotha-Altenburg (= 9)       |                                                    |  |  |       |  |  |                         |  |  |                                 |  |